# گولیک (استان آمور)
گولیک (به لاتین: Gulik) یک منطقهٔ مسکونی در روسیه است که در استان آمور واقع شده‌است.